# Ocean’s 8 – Az évszázad átverése
Az Ocean’s 8 – Az évszázad átverése (eredeti cím: Ocean's 8) 2018-ban bemutatott amerikai bűnügyi filmvígjáték, melyet Gary Ross és Olivia Milch forgatókönyvéből Ross rendezett. Az eredeti három rész rendezője, Steven Soderbergh is közreműködött producerként. A spin-off főszereplői Sandra Bullock, Cate Blanchett, Anne Hathaway, Mindy Kaling, Sarah Paulson, Rihanna, Helena Bonham Carter és Awkwafina.
Az Amerikai Egyesült Államokban 2018. június 8-án mutatta be a Warner Bros.. Magyarországon két héttel később jelent meg szinkronizálva az InterCom Zrt. forgalmazásában.
A film általánosságban vegyes véleményeket kapott a kritikusoktól, dicséretet kapva egyes szereplők (különösen Bullock, Blanchett és Hathaway). A Metacritic oldalán a film értékelése 61% a 100-ból, ami 50 véleményen alapul. A Rotten Tomatoeson az Ocean’s 8 – Az évszázad átverése 67%-os minősítést kapott, 255 értékelés alapján. A film világszerte összesen 218,8 millió dollárt tudott termelni, ami a 70 milliós költségvetésével szemben nagyon jó eredmény.
A film forgatása 2016 októberében kezdődött New Yorkban és az Alice Tully Hallban debütált 2018. június 5-én.

## Cselekmény
Debbie Ocean több éves börtönbüntetése után kiszabadul. A börtönben volt ideje kidolgozni egy „nagy dobás” aprólékos terveit. A börtönbe egykori barátja miatt került, Claude Becker ugyanis átverte.
New Yorkban Debbie találkozik barátnőjével, Lou-val (ő vodka nagybani hígításával foglalkozik), aki eleinte nem akar újabb akcióban részt venni, Debbie azonban elmondja neki, hogy egy kiállításról egy igen nagy értékű gyémánt ékszer ellopásáról van szó. Együtt kezdenek tagokat keresni a művelethez, amihez Debbie hét nőt választ ki (beleértve saját magukat is). Van köztük kisstílű, ázsiai származású tolvaj, afroamerikai hacker, divattervező, indiai ékszerész és amerikai háziasszony.
Az ékszer uszkve 150 millió dollár értékű, és az utóbbi 50 évben egy bank páncéltermében tárolták.
A divattervező (és távolról a hacker) segítségével high-tech technikával 3-D felvételeket készítenek az ékszerről, ugyanis a divattervező javaslatára Daphne Kluger színésznő (aki a kiállításon díszvendég lesz) ezt az ékszert fogja viselni az általa tervezett ruhához.
A múzeumban egy kis zavart keltenek az egyik festmény átalakításával, aminek következtében a biztonsági rendszert azonnal átalakítják, ez lehetővé teszi a hacker számára, hogy bejusson a rendszerbe, és irányítani tudja a biztonsági kamerákat. Két kamerát több nap alatt észrevétlenül kissé elmozdít, így a női mosdó előtt pár méteres holttér keletkezik, amit egyik kamera sem lát.
Lou vállalkozik rá, hogy az ételekről gondoskodik a vendégek számára. Így a megfelelő pillanatban Daphne Kluger színésznő ételébe pár csepp hánytatót tesz. Amikor a színésznő rosszul lesz és a mosdóba megy hányni, egy beépített ember leveszi a nyakáról a speciális mágneses zárral védett ékszert, és egy mit sem sejtő pincér segítségével a konyháig juttatja azt. Ott megkezdődik a hamis ékszer legyártása cirkóniumból (ami látszatra gyémántnak néz ki). Az ékszert őrző biztonsági embereket Debbie mint német újságírónő nem engedi be a női mosdóba. Mivel onnan másik kijárat nincs, így az ajtó előtt várakoznak. Amikor azonban a színésznő megjelenik, az ékszer nincs a nyakán. A helyszínt lezárják, a vendégeket és a személyzetet eltávolítják és kihallgatják.
Eközben elkészül a hamis ékszer, amit egy medencébe ejtenek, ahol „megtalálják” és visszaszállítják a bankba. Ott azonnal kiderül, hogy hamisítvány. A helyszínről eközben távoznak a meghívott vendégek, köztük a tolvaj csapat hét tagja is, az ékszer egy-egy darabját viselve.
Az ügyben egy testes, fiatal biztosítási nyomozó kezd nyomozni, akiről később kiderül, hogy Debbie apját és bátyját is ő juttatta börtönbe. Most azonban Debbie segít neki, hogy megtalálja „az igazi tettest”. A meghívottak között volt ugyanis egykori barátja, akinek átverése miatt ő börtönbe került. A színésznő segít a személyes bosszúban: elhelyezi a férfi lakásában az ékszer egyik darabját, és a nyomozót a lakáshoz irányítják.
A színésznő pár dolgot észrevett az akció során, így őt utólag beveszik a csapatba és részesül a zsákmányból. Erről kiderül, hogy nem egyetlen ékszer, hanem a kiállításon szereplő több más, egykori európai uralkodók királyi ékszerei is köztük vannak. A nyereség fejenként 38 millió dollár.

## Szereposztás
| Szerep                                                                                  | Színész              | Magyar hang        |
| --------------------------------------------------------------------------------------- | -------------------- | ------------------ |
| Debbie Ocean, profi tolvaj, Danny Ocean húga, Lou barátnője                             | Sandra Bullock       | Für Anikó          |
| Lou, Debbie barátnője és bűnözőtársa                                                    | Cate Blanchett       | Bertalan Ágnes     |
| Daphne Kluger, híres színésznő                                                          | Anne Hathaway        | Bogdányi Titanilla |
| Tammy, külvárosi anyuka és ügyeskedő                                                    | Sarah Paulson        | Zsigmond Tamara    |
| Rose Weil, dicsőséges, szégyentelen divattervező                                        | Helena Bonham Carter | Murányi Tünde      |
| Nine Ball, tehetséges hacker                                                            | Rihanna              | Szilágyi Csenge    |
| Amita, ékszerész                                                                        | Mindy Kaling         | Nádasi Veronika    |
| Constance, nagyszájú utcai csaló, zsebtolvaj                                            | Awkwafina            | Gáspár Kata        |
| Claude Becker, művészeti kereskedő, aki miatt Debbie korábban több évre börtönbe került | Richard Armitage     | Fekete Ernő        |

Hírességek, akik cameoszerepben felbukkantak a filmben: Anna Wintour, Zayn Malik, Katie Holmes, Maria Sarapova, Serena Williams, Kim Kardashian, Adriana Lima, Desiigner, Kylie Jenner, Alexander Wang, Nina Cuso, Kendall Jenner, Gigi Hadid, Lily Aldridge, Olivia Munn, Jamie King, Zac Posen, Hailey Baldwin, Derek Blasberg, Sofia Richie, Common, Heidi Klum és Lauren Santo Domingo.

## Produkció
Az Ocean’s Thirteen – A játszma folytatódik kiadása után Steven Soderbergh kijelentette, hogy nem fogják elkészíteni az Ocean’s Fourteen-t, viszont George Clooney "erősen benne lett volna" egy harmadik rész utáni filmben. 2008 decemberében Soderbergh ismét kijelentette, hogy a franchise negyedik részének elkészítése nem valószínű, ezúttal a korábbi filmekben megjelent Bernie Mac halála miatt. Azonban 2015 októberében felmerült egy női szereplőkre fókuszált spin-off elkészítése. Később Helena Bonham Carter, Cate Blanchett, Mindy Kaling és Elizabeth Banks csatlakoztak a filmhez, bár Banks szereplése pletyka volt, amely végül nem valósult meg.
2016 augusztusában Bullock, Blanchett, Bonham Carter és Kaling megerősítést nyert arról, hogy Anne Hathaway, Rihanna, Awkwafina és Sarah Paulson zárta az ügyleteket, hogy betöltsék a szerepköreiket. A filmkészítés során Dakota Fanning és Damian Lewis is csatlakozott a stábhoz; Lewis döntését 2016 decemberében, Fanningét pedig 2017 márciusában erősítették meg. Lewis azonban nem jelenik meg a kész filmben. 2016. november 11-én Richard Robichaux is szerepet kapott a filmben. Ugyanebben a hónapban Matt Damon kijelentése szerint fel fog tűnni a filmben, hogy feltámassza szerepét az Ocean's trilógiából; azonban nem jelent meg a kész filmben. 2017. januárjában James Corden csatlakozott a szereplőkhöz, mint biztosítási közvetítő, aki elkezd nyomozni a csapat után. Ugyanebben a hónapban kiderült, hogy Anna Wintour, Alexander Wang, Zac Posen, Derek Blasberg, Lauren Santo Domingo, Kim Kardashian, Kendall Jenner, Kylie Jenner, Katie Holmes, Olivia Munn, Hailey Baldwin és Zayn Malik is felbukkan a filmben egy cameoszerepre. Szintén abban a hónapban Richard Armitage is csatlakozott a film szereplőihez.